# Eclipse 550
L'Eclipse 550 est un avion d'affaires produit par Eclipse Aerospace, One Aviation puis AML Global Eclipse.

## Histoire
L'Eclipse 550 est un jet très léger de six places, évolution de l'Eclipse 500, précédemment produit par Eclipse Aviation, dont il reprend les principaux éléments : fuselage, ailes et moteurs Pratt & Whitney Canada PW610F. Il bénéficie de nombreuses améliorations du glass cockpit Avio, d'une automanette et d'un système anti-blocage des roues.
Il vole pour la première fois en juillet 2013 et est présenté au salon NBAA en octobre 2013. La première livraison a lieu en mars 2014.
Les évolutions apportées à l'Eclipse 550 sont également disponibles en retrofit sur l'Eclipse 500 sous les noms « Total Eclipse » (avec Eclipse Aerospace) et « Special Edition » (avec One Aviation).
La production de l'Eclipse 550 est interrompue en 2017 afin de développer l'Eclipse 700. Ce dernier devait être une évolution majeure: fuselage allongé, moteurs Williams FJ33 et avionique Garmin G3000. Mais le développement est stoppé par la liquidation de One Aviation en 2021.
La production de l'Eclipse 550 pourrait reprendre avec le repreneur AML Global Eclipse qui opère sous l'ancien nom Eclipse Aerospace.
À la suite du rachat par AML Global Eclipse en 2021, et après une pause de 5 années, 2 Eclipse 550 ont été livrés en 2023.

## Livraisons
(Source GAMA)
| Année      | 2014 | 2015 | 2016 | 2017 | - | 2023 | Total |
| ---------- | ---- | ---- | ---- | ---- | - | ---- | ----- |
| Livraisons | 12   | 7    | 8    | 6    | - | 2    | 35    |

(Livraisons par Eclipse Aerospace en 2014, par One Aviation entre 2015 et 2017 puis par AML Global Eclipse en 2023.)